# SMS Tegetthoff (1912)
SMS Tegetthoff var ett slagskepp av dreadnought-typ i österrikisk-ungerska marinen. Hon var det andra av fyra systerfartyg i Tegetthoff-klassen, som hon bildade tillsammans med SMS Viribus Unitis, SMS Prinz Eugen och SMS Szent István. Fartyget, som fick sitt namn efter den österrikiske amiralen Wilhelm von Tegetthoff, byggdes på varvet Stabilimento Tecnico Triestino i Trieste och sjösattes den 21 mars 1912, med leverans till marinen den 14 juli 1913. Huvudbestyckningen utgjordes av tolv 30,5 cm kanoner i fyra trippeltorn, två i fören och två i aktern, och den sekundära bestyckningen av tolv 15 cm kanoner i kasematter.
I likhet med sina systerfartyg fick Tegetthoff ett förhållandevis händelsefattigt livsförlopp, och tillbringade merparten av första världskriget till ankar vid flottbasen i Pola (Pula) i Kroatien. Följande Österrike-Ungerns kapitulation hösten 1918, överläts Tegetthoff som krigsskadestånd till Italien. Hon skrotades därefter i La Spezia 1924–1925.